# بیمارستان دامپزشکی مهر (فسا)
بیمارستان دامپزشکی مهر بیمارستانی دامپزشکی در شهرفسا در شرق استان فارس است. سومین بیمارستان دامپزشکی استان فارس با ۸۲۰ مترمربع زیربنا در بهمن ۹۷ در فسا افتتاح شد. این بیمارستان دارای بخش های مختلف جراحی، سونوگرافی، داروخانه دامپزشکی، آزمایشگاه دامپزشکی و معاینه دام می باشد.